# Basilique du Saint-Sang de Bruges
Pour les articles homonymes, voir Saint Sang.
La Basilique du Saint-Sang (en néerlandais : Heilig-Bloedbasiliek) est un édifice religieux catholique sis sur la place du Bourg à Bruges, en Belgique. Une chapelle romane dédiée à saint Basile est remaniée et largement agrandie au XIIe siècle pour recevoir une relique du Saint-Sang ramenée de Terre sainte par Thierry d'Alsace. Comme centre important de pèlerinage elle fut déclarée basilique.

## Historique

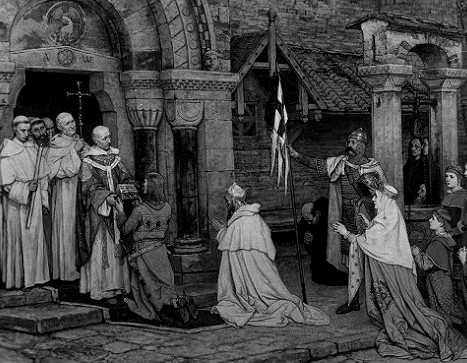
Thierry d'Alsace et Léonius de Furnes remettant les reliques du Saint-Sang à Bruges.

À l'origine, il y avait une chapelle dédiée à  Saint-Basile[réf. nécessaire], de style roman, érigée au début du XIIe siècle.
Au cours du même siècle, elle fut construite selon le souhait du comte de Flandre d'alors, Thierry d'Alsace, qui avait ramené la relique du Saint Sang car retrouvée en Terre sainte lors de la deuxième croisade. Cette relique est ramenée de Jérusalem par Léonius de Furnes, aumônier de Thierry d'Alsace puis conservée en ces lieux depuis 1150. Par la suite, l'édifice a été remanié plusieurs fois, comme le montre le style transitoire de sa façade gothique et renaissance. Simple église au départ, l’édifice fut élevé au rang de basilique en 1923. 

Tradition remontant au Moyen Âge, chaque année a lieu la grande procession du Saint-Sang, le jour de l'Ascension et qui débute devant la basilique.

## Description et particularités

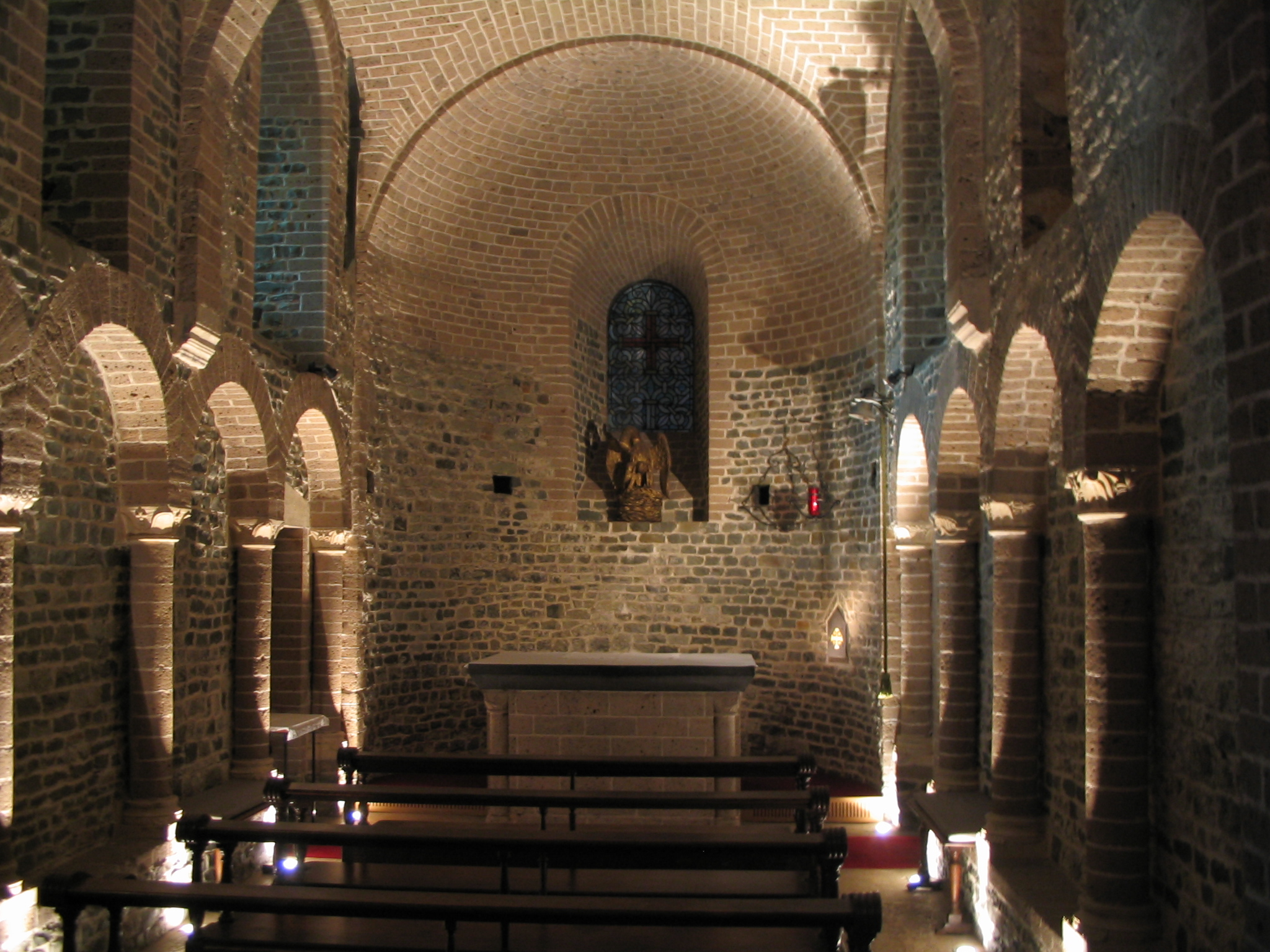
Intérieur de la chapelle Saint-Basile.

Au rez-de-chaussée, la chapelle Saint-Basile (ou chapelle basse) a gardé son style roman et ses imposants piliers de forme cylindrique. Elle contient un bas-relief, d'un atelier du XIIè siècle à Tournai, qui représente le baptême du Christ ainsi qu'une Vierge en bois polychrome datant environ de 1300.
Hormis cette crypte romane du XIIe siècle, la basilique est continuée par un bel escalier à spirale de 1530 permettant l'accès à la chapelle du Saint-Sang se trouvant à l'étage, de style gothique et datant de 1480. Celle-ci était aussi d'origine romane avant d'être transformée ; elle permet de découvrir la relique du Saint Sang.

## Mobilier
- Dans la chapelle du Saint-Sang se trouve une chaire de vérité de 1728 et des peintures murales du XIXe siècle.
- Le maître-autel est de Jean-Baptiste Bethune et la fresque murale le surmontant est de René de Cramer et de Frans Coppejans.
- La châsse du Saint-Sang (elle-même élaborée en 1617), des habits religieux et des peintures dont un triptyque représentant une Pietà, offert en 1519 à la confrérie du Saint-Sang par le Maître du Saint-Sang, sont exposés dans le musée attenant à la basilique.

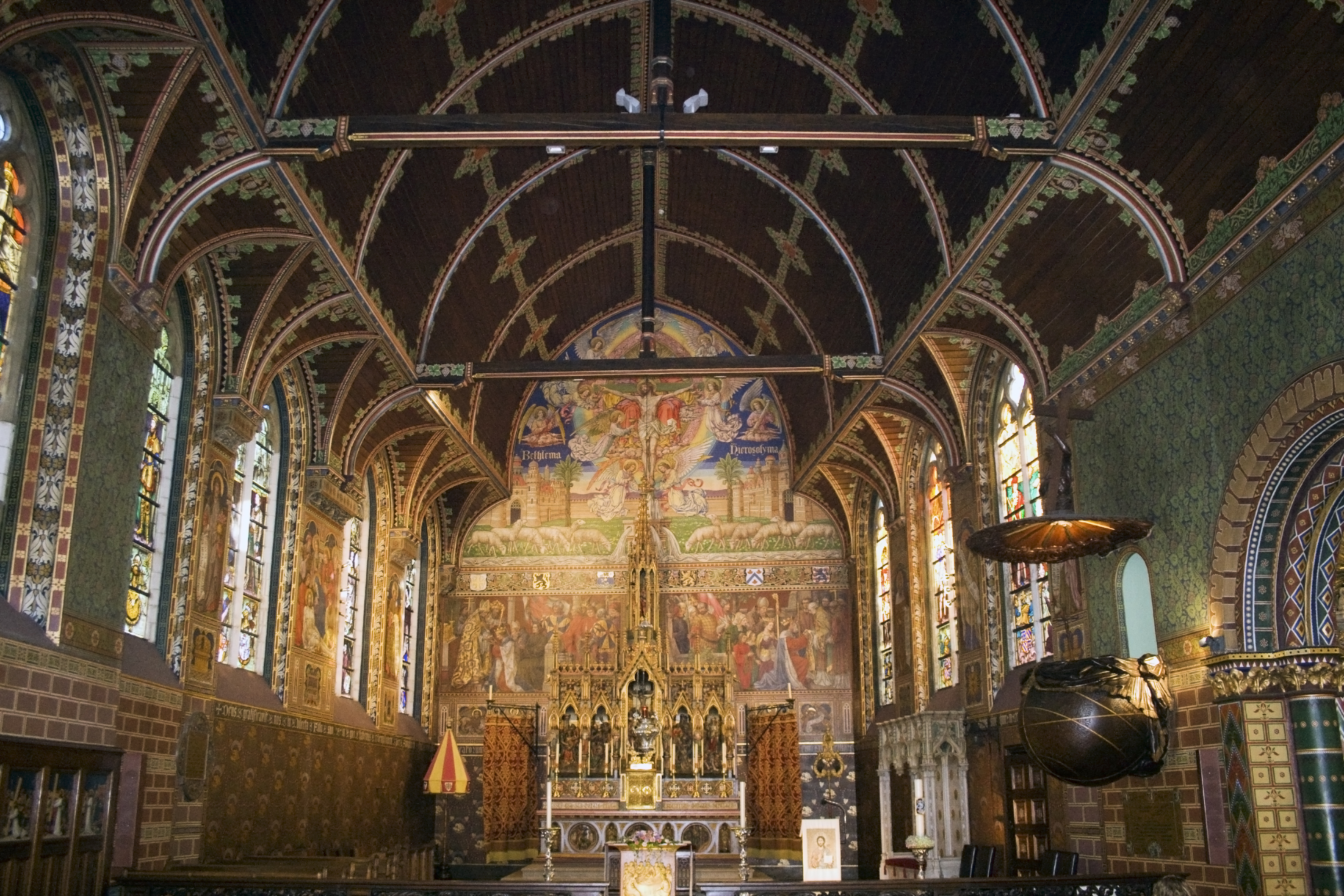
Chapelle du Saint-Sang

## Banques de données, dictionnaires et encyclopédies
- Ressource relative à l'architecture :   - Onroerend Erfgoed
- Ressource relative à la religion :   - GCatholic.org